# Slatina (gmina Negotin)
Slatina (cyr. Слатина) – wieś w Serbii, w okręgu borskim, w gminie Negotin. W 2011 roku liczyła 437 mieszkańców.